# Mazda 1500
Der Mazda 1500 war ein Mittelklasse-PKW, den Mazda in Japan von 1966 bis 1972 fertigte. 1968 wurde ihm der Mazda 1800 mit größerem Motor zur Seite gestellt, der bis 1973 gebaut wurde. Beide Fahrzeuge wurden auch als Mazda Luce bezeichnet. Daneben gab es auch Ausführungen mit Wankelmotor unter dem Namen Mazda R130. Keines dieser Modelle wurde in Deutschland angeboten.
Seit 1962 arbeitete Mazda mit Bertone zusammen. Ende 1965 entsprang dieser Zusammenarbeit ein Auto, das eher einem BMW der neuen Klasse ähnlich sah als den bisherigen Mazda-Modellen. In Fertigung ging der Luce 1500, wie er in Japan hieß, mit einer etwas höheren Dachlinie als das Konzeptfahrzeug. Der Wagen hatte einen Vierzylinder-OHC-Reihenmotor mit 1490 cm³ Hubraum und einer Leistung von 78 bhp (57 kW) bei 5.500 min−1 vorne eingebaut. Über ein manuelles Vierganggetriebe wurden die Hinterräder angetrieben. Die viertürige Limousine wurde nur in Japan angeboten und verkaufte sich schleppend.
Bei einem Radstand von 2500 mm waren die Fahrzeuge 4370 mm lang, 1630 mm und 1410 mm (Limousine) bzw. 1430 mm (Kombi) hoch. Das Leergewicht war mit 1030 kg angegeben.

Mazda 1800 Limousine (1968–1973)

1968 wurde der Luce 1800 dem 1500 zur Seite gestellt. Sein Motor besaß 1796 cm³ Hubraum und leistete 104 bhp (76 kW). Neben der mit dem 1500 baugleichen, 4-türigen Limousine wurde ab 1970 auch ein 5-türiger Kombi angeboten. Ab 1970 wurden diese Wagen auch in Europa (nicht jedoch in Deutschland) und den USA angeboten. Der Motor für die USA leistete 98 bhp (73 kW) und war nur mit einer Dreistufenautomatik (BorgWarner Typ 35) zu haben. In den USA gestaltete sich der Verkauf schleppend. Von 1970 bis zur Einstellung des Importes 1972 wurden nur 2178 Limousinen und 2576 Kombis verkauft. In Europa und Japan lief der Verkauf besser, und so entstanden bis zur Einstellung des Modells 1973 insgesamt 39.401 Exemplare.
Ab Herbst 1973 ersetzte der neue 929 – in Japan und den USA immer noch Luce genannt – den 1800.